# Станкостроение Беларуси

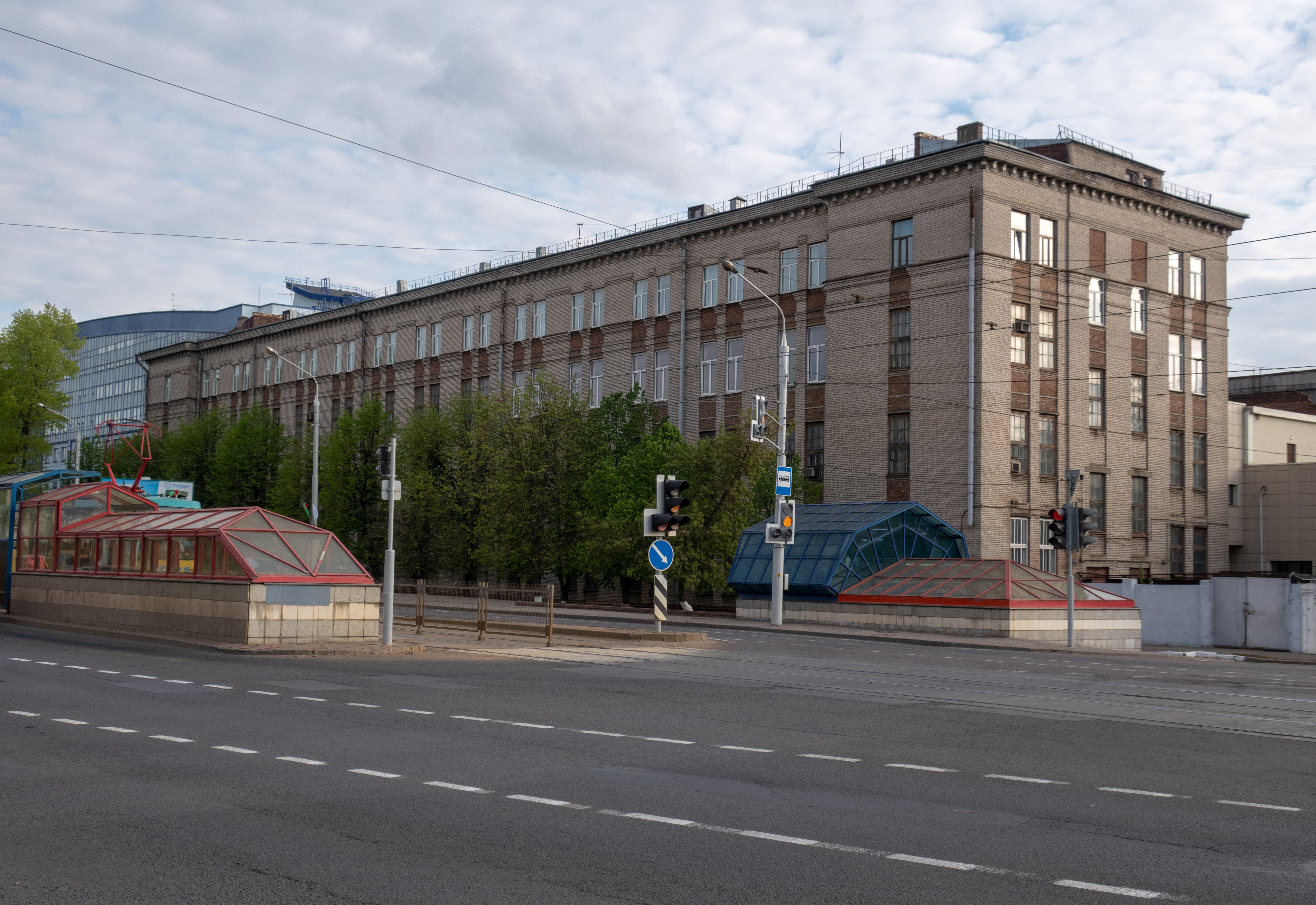
Минский завод автоматических линий им. П. М. Машерова

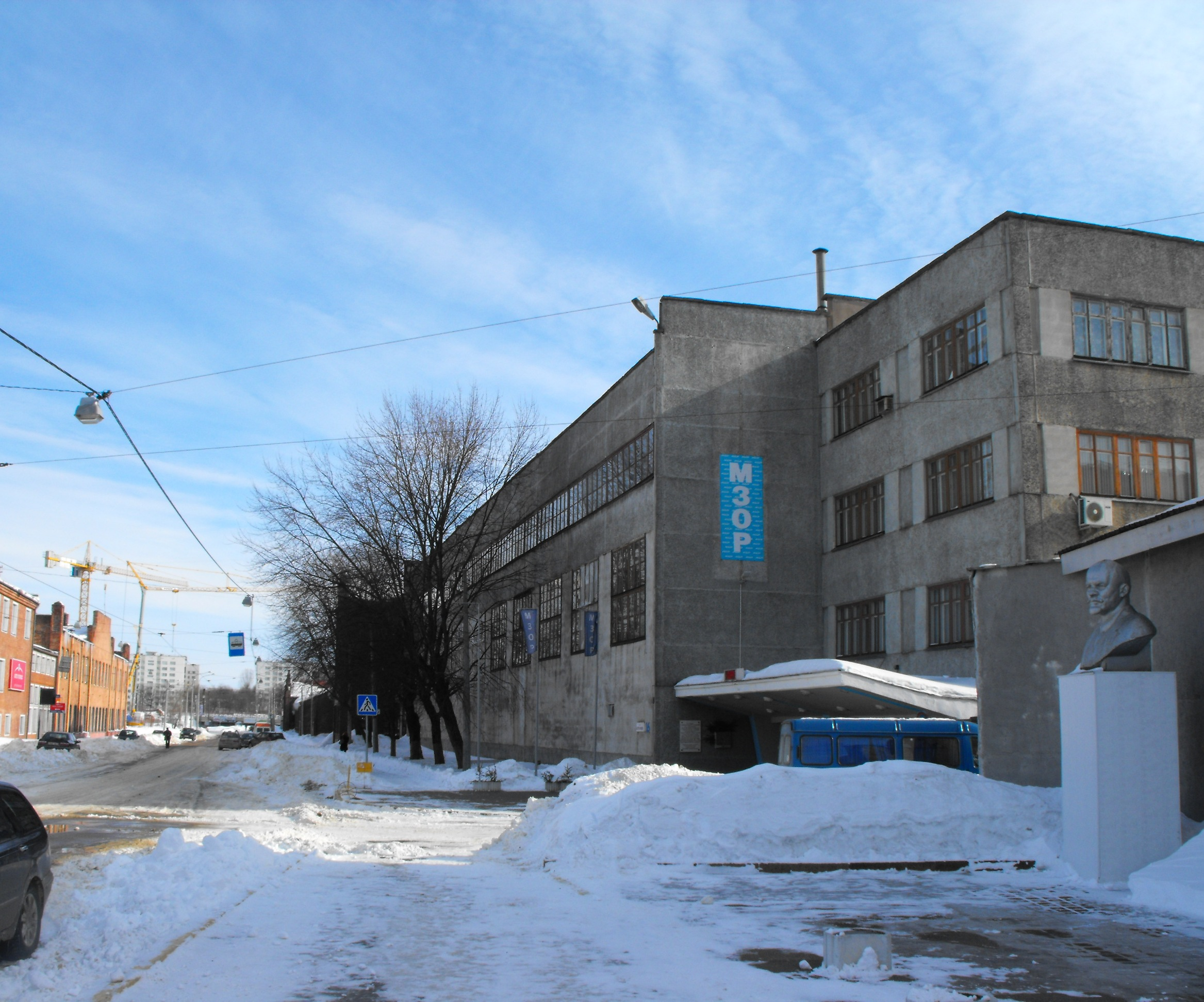
Станкостроительный завод МЗОР (Минский завод Октябрьской революции)

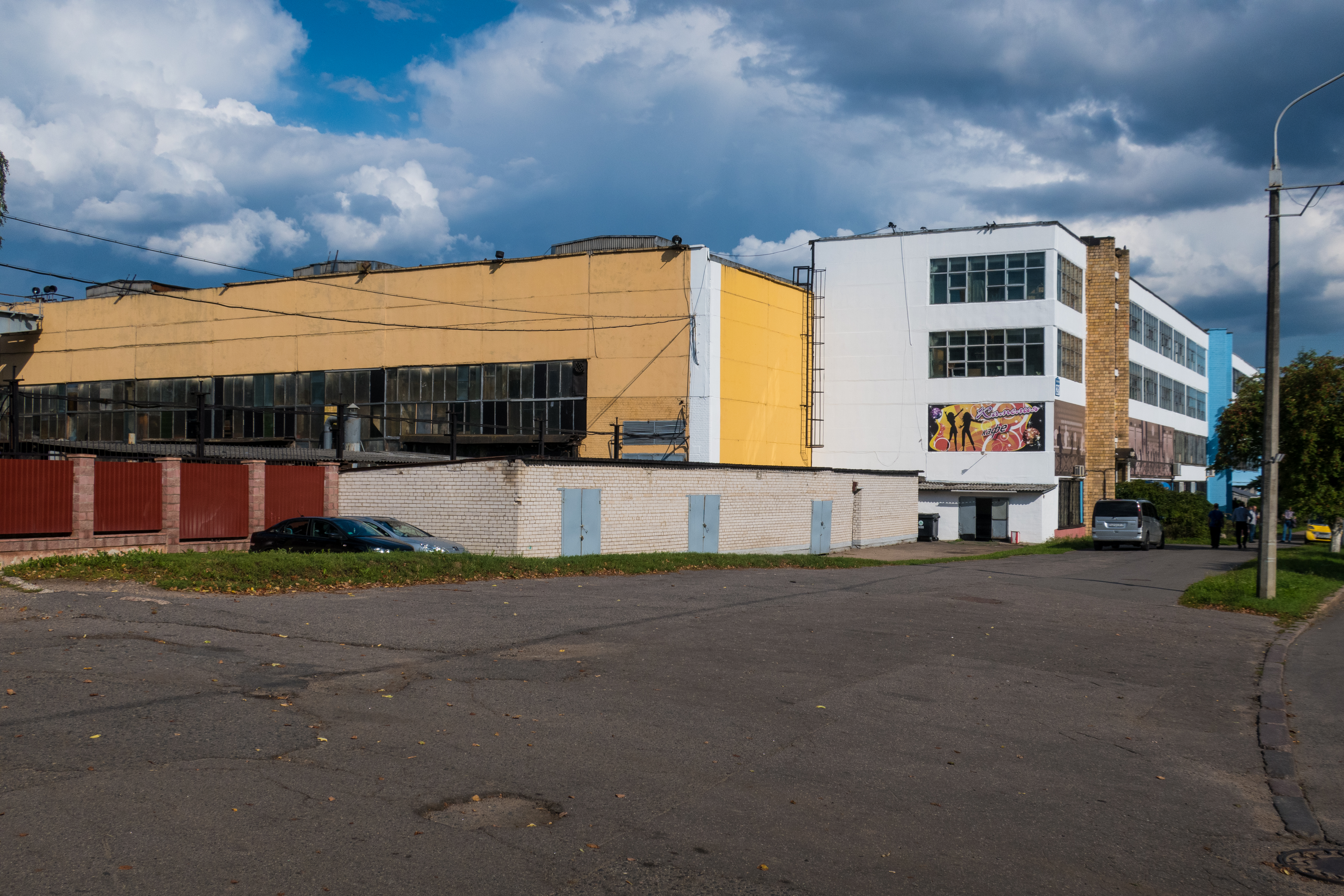
Станкостроительный завод им. Кирова в Минске

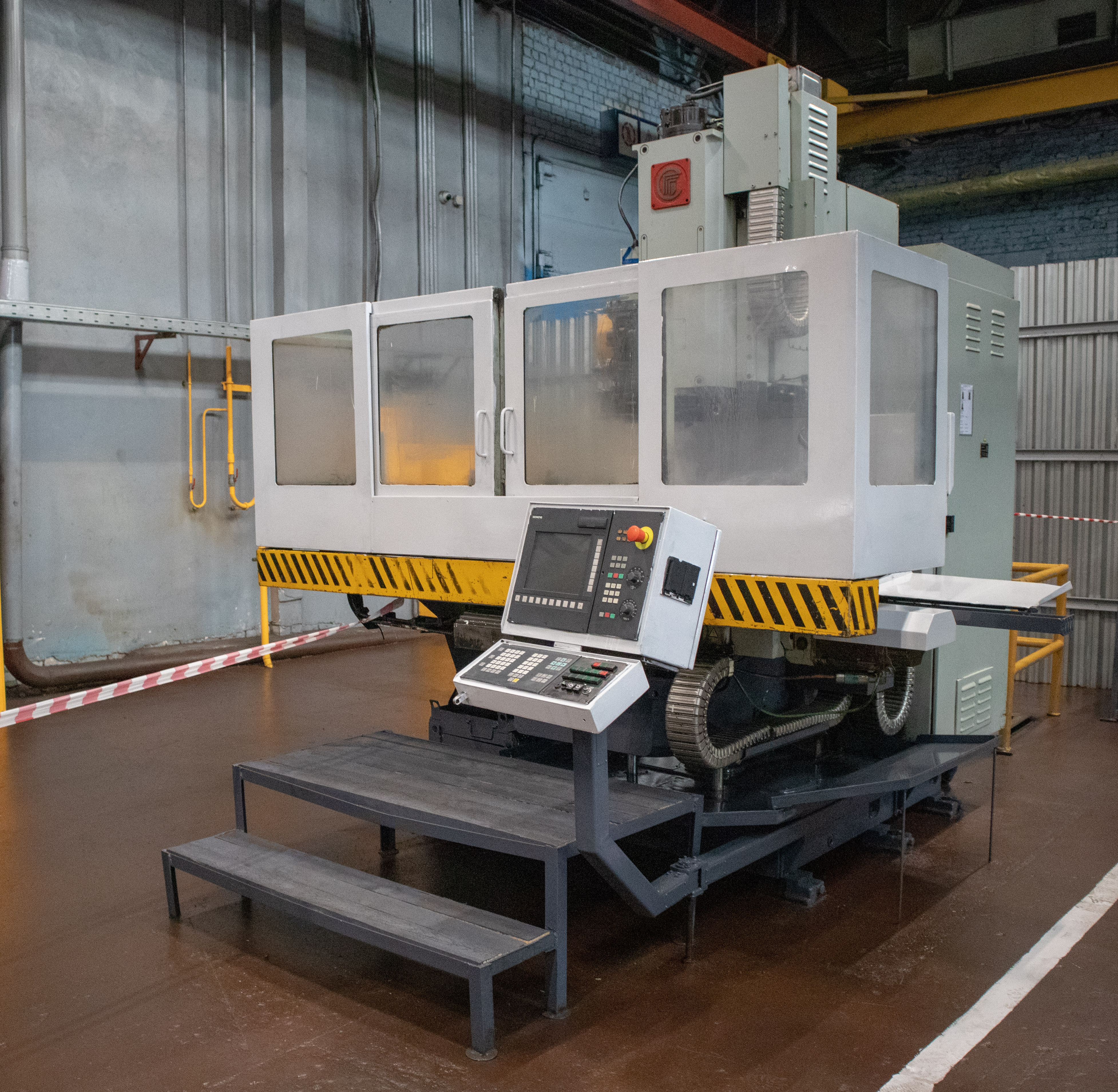
Станок производства ОАО «СтанкоГомель» (Гомельский станкостроительный завод им. Кирова) на Минском тракторном заводе

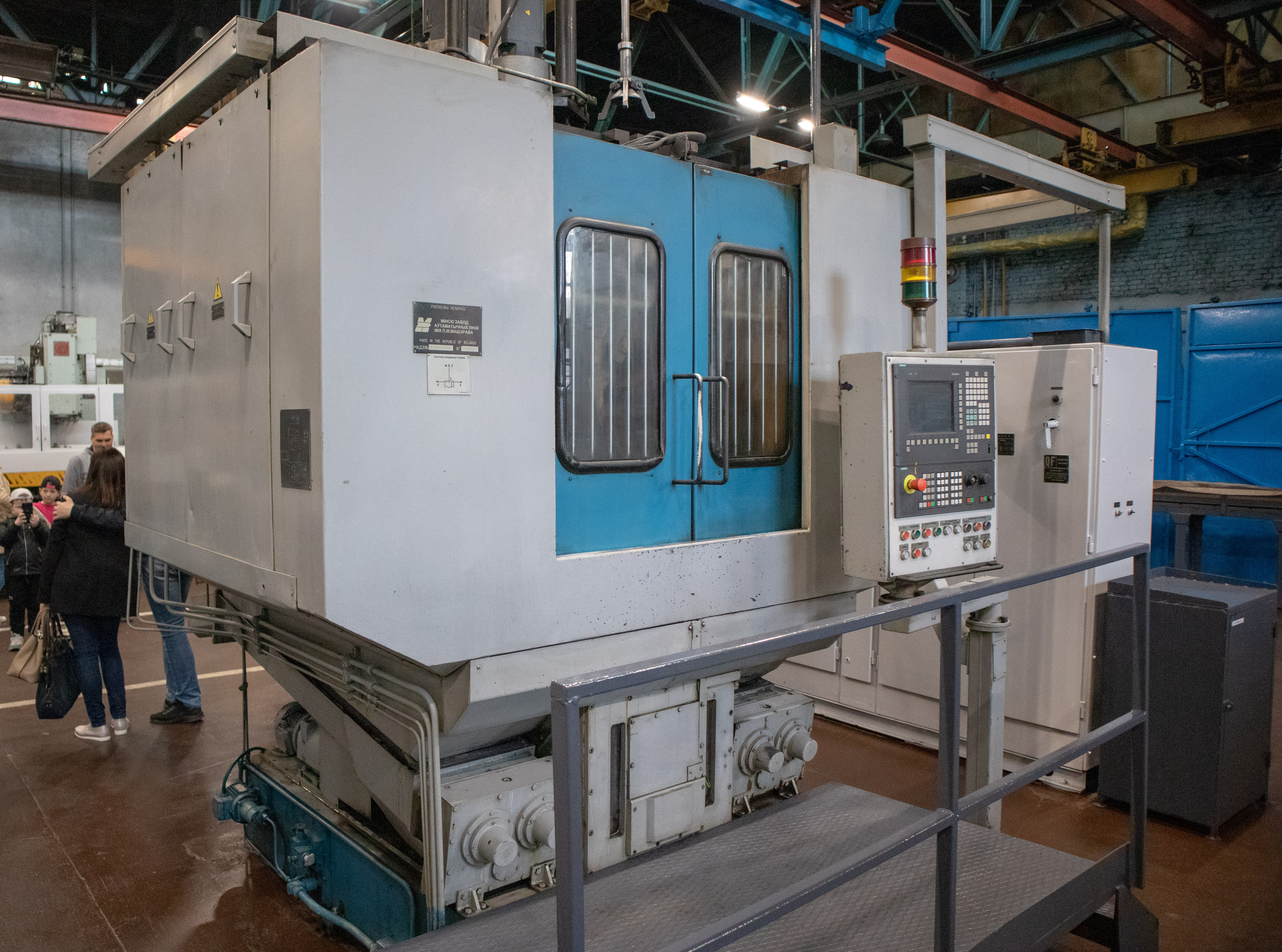
Станок производства Минского завода автоматических линий им. П. М. Машерова на Минском тракторном заводе

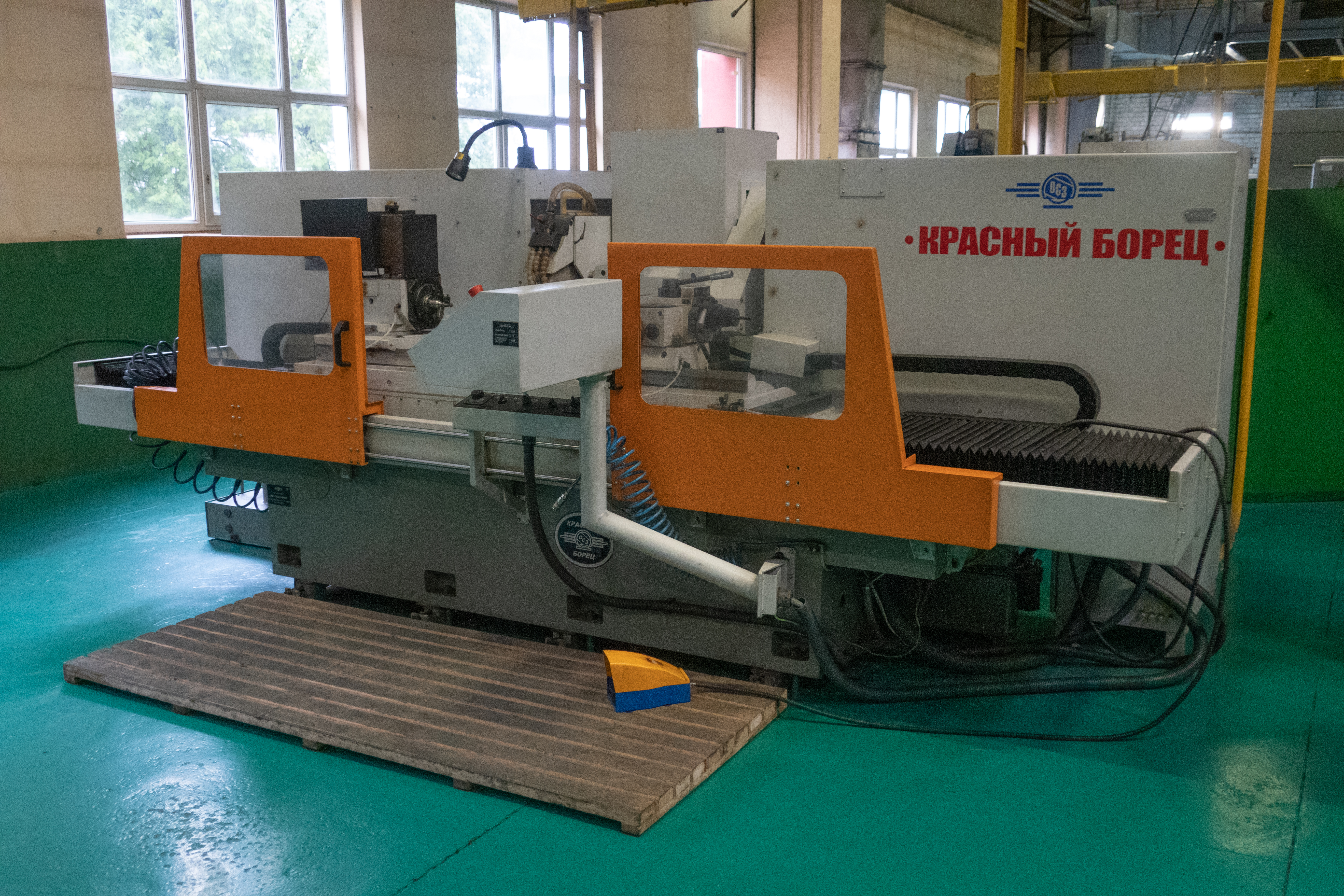
Круглошлифовальный станок Оршанского станкостроительного завода «Красный борец» на Минском заводе колёсных тягачей

Станкостроение Белоруссии — составная часть машиностроительной и металлообрабатывающей промышленности, которая, в свою очередь, включена в промышленный комплекс Белоруссии и подчинена Министерству промышленности Республики Беларусь.

## История
Образование «Станкотреста» 29 мая 1929 года в БелССР явилось датой официального создания самостоятельной отрасли.
В 1930 году на основе объединения станкостроительных и инструментальных трестов учреждено Государственное всесоюзное объединение станкоинструментальной промышленности Союзстанкоинструмент. 
Реконструкция действующих предприятий и строительство новых позволили увеличить производственные мощности по выпуску металлорежущих станков в годы 1-й пятилетки (1929—1932) в 2,5 раза. За годы 2-й пятилетки (1933—37) число станкостроительных заводов увеличилось в 1,8 раза, а выпуск станков возрос более чем в 2 раза.

Для подготовки специалистов открыт Московский станкоинструментальный институт; организованы станкостроительные факультеты при МВТУ им. Н. Э. Баумана и Ленинградском политехническом институте им. М. И. Калинина.
В 1970-е годы в экономике БССР делается акцент на техническое переоснащение промышленности, внедрение высокоэффективной техники. 
За 1970—1985 гг. было введено 186 промышленных предприятий: завод автоматических линий в Барановичах, инструментальный завод в Орше, заводы сельскохозяйственного машиностроения в Лиде и Бобруйске.
В независимой Республике Беларусь станкостроение, как часть бывшего станкостроения Советского Союза, было сохранено (в отличие от соседних бывших республик). Во многом благодаря медленной приватизации, сохранению за государством предприятий, которое имело средства и желание их поддерживать
Минские, витебские, гомельские, оршанские станкостроительные заводы в лучшие советские времена ежегодно выпускали по 18 тыс. металлообрабатывающих станков и обеспечивали 15−18 % общесоюзного производства. С распадом СССР их объёмы сократились до мизера. По итогам 2019 года, например, в Белоруссии было выпущено 1375 станков для обработки металлов.
В 2002 году ликвидирован как самостоятельное юридическое лицо Витебский станкостроительный завод имени Коминтерна.

## Предприятия
- Минский завод автоматических линий имени Машерова (МЗАЛ, Минск) — основным направлением деятельности предприятия является выпуск высокопроизводительного металлорежущего оборудования по индивидуальным заказам с целью оснащения предприятий машиностроительного комплекса.[5]. Заказчики продукции: ВАЗ, ГАЗ, МАЗ и другие.

Основная продукция: станки специальные токарные (вертикальные и горизонтальные) с ЧПУ и с цикловым программным управлением.
- ОАО «Минский станкостроительный завод имени С. М. Кирова» — единственный производитель протяжных металлообрабатывающих станков в СНГ; производит также ленточно-отрезное оборудование[7].
- ОАО «Молодечненский станкостроительный завод» — одно из старейших предприятий станкостроительной отрасли в производстве вертикально-сверлильных станков.
- ОАО Барановичский завод автоматических линий («БЗАЛ», Барановичи)[8]

Основной ассортимент продукции: станки металлорежущие агрегатные и специальные, в том числе переналаживаемые; станки специальные токарные, в том числе с ЧПУ, для обработки деталей в патроне; станки фрезерно-центровальные; линии автоматические; нормализованные узлы: сверлильные, расточные, фрезерные станочные бабки, головки пинольные, столы силовые, столы поворотные, шпиндельные коробки и др.; оборудование для кабельной промышленности;
- Барановичский станкостроительный завод (филиал ЗАО «Атлант») — выпускает компрессоры к холодильникам марки Атлант, двигатели к стиральным машинам, оборудование по переработке пластмасс различного типа и ленточно-отрезные станки[9].
- Оршанский станкостроительный завод «Красный борец» (Орша) — является крупным производителем прецизионного оборудования. Входит в холдинг «Белстанкоинструмент».
- Гомельский станкостроительный завод им. Кирова («СтанкоГомель», Гомель) — предприятие по выпуску современных вертикальных и горизонтальных обрабатывающих центров. Производитель универсальных консольно-фрезерных станков, в том числе долбежных станков. Входит в холдинг «Белстанкоинструмент». Является мощным конкурентом станкостроительных компаний Средней Азии, например Tong-Tai Machine and Tool Co., Ltd.[10]
- ОАО Гомельский завод станочных узлов (Гомель) — выпускает токарные станки с ЧПУ, станки токарно-винторезные, станки сверлильные и узлы станков[11].
- ОАО Могилёвский завод «Строммашина» — предприятие, специализирующееся на выпуске технологических линий и отдельного оборудования для производства строительных материалов, железобетонных шпал, башенных кранов, нефтедобывающего, горно-шахтного оборудования, тюбингов чугунных, а также товаров народного потребления.
- Станкостроительный завод «Вистан» (Витебск) — производство базовых бесцентровошлифовальных станков с неподвижной бабкой шлифовального круга, токарных универсальных, круглошлифовальных центровых, зубошлицефрезерных, зубодолбёжных и закругляющих станков токарных, круглоторцешлифовальных и зубообрабатывающих станков с ЧПУ, модернизация обрабатывающего центра с ЧПУ. Всего в номенклатуре завода насчитывается более 850 базовых моделей и модификаций.
- ОАО Витебский завод заточных станков («ВИЗАС», Витебск) — специализируется на выпуске заточного оборудования и на 2016 год являлся единственным в СНГ производителем станков для изготовления и заточки любого режущего инструмента; с 2020 г. (и по состоянию на 2023 г.) — в процессе ликвидации.
- ОАО «МЗОР» — специализируется на создании тяжёлых фрезерных станков для высокоточной 5-координатной обработки формообразующих поверхностей штампов, пресс-форм, моделей и всевозможных объёмных 3D-поверхностей крупногабаритных стальных и чугунных деталей, а также изделий из лёгких сплавов[12].
- ЗАО «НПО Вектор» (Гродно) — производство промышленных сверлильных машин на электромагнитном основании, а также универсальных машин для обработки кромки перед сваркой.
- ЗАО «Белтехнология и М» (Минск) — производитель поперечно-клиновой прокатки, индукционного нагрева и производства режущих элементов для дорожных и горных машин[13]. Создано в 1992 году, ликвидировано 13.01.2021 г.[14]
- ОАО «Пинский опытно-механический завод» (Пинск) — специализируется на производстве станков, механизмов, насосов для воды и битума, подогревателей пароводяных и водоводяных, чугунного литья, запорной арматуры, металлоформ, пожарных резервуаров. Производит линии сортировки твёрдых бытовых отходов, выпуск металлоконструкций, разнообразные насосы, выпуск гильотинных ножниц, и станки резьбонарезные.
- ОАО «Сморгонский завод оптического станкостроения» — производитель вакуумной техники и оптического станкостроения.
- ОАО Гомельское специальное конструкторско-техническое бюро гидропневмоавтоматики («ГСКТБ ГА», Гомель) — создаёт и поставляет гидравлические приводы и электронно-гидравлические системы управления под ключ, также разработка и поставка гидрооборудования для комплектации мобильных и стационарных гидрофицированных машин, в том числе металлорежущих и деревообрабатывающих станков, литейного и кузнечно-прессового оборудования, сельскохозяйственных, дорожно-строительных и лесных машин, автоматизированных линий и специальных прессов.
- Станкоиндустрия (Минск) — производит портальные плазморежущие станки с ЧПУ.[источник не указан 2093 дня]
- Станкотехинком (Минск) — производство шлиценакатных станков.[источник не указан 2093 дня]
- ОАО «Барановичский завод станкопринадлежностей».
- ОДО «БМТ компании» — изготовляет установки плазменной резки с ЧПУ, поставляет металлообрабатывающее и деревообрабатывающее оборудование, в том числе с ЧПУ. Создано в 2007 году.
- ООО "Инженерный центр «АМТинжиниринг» — специализируется на проектировании и изготовлении оборудования, разработке технологических процессов в области обработки металлов давлением.[источник не указан 1859 дней]

## Научные учреждения
Институт БЕЛОРГСТАНКИНПРОМ (год основания: 1965).
ОАО «Институт БЕЛОРГСТАНКИНПРОМ» является управляющей организацией ОАО «Станкостроительный завод им. С.М.Кирова» и ОАО «Минский завод автоматических линий им. П.М.Машерова»
Основные виды деятельности:
- - экспертиза технического состояния и обследование металлообрабатывающего оборудования с выдачей акта независимой экспертизы (под списание, капремонт);
  - разработка современных технологических процессов;
  - выполнение комплекса обязательных работ по обоснованию потребности при закупке импортного оборудования;
  - проведение патентных исследований;
  - разработка технологических проектов производственных участков, цехов;
  - разработка проектов модернизации и комплексная поставка оборудования;
  - разработка экологических паспортов предприятий;
  - экологическая экспертиза проектов и разработка экологической документации;
  - разработка стандарта предприятия по системе управления охраной окружающей среды (ИСО 1400);
  - поставка и адаптация к условиям предприятий систем автоматизированного проектирования для автоматизации технологической подготовки производства;
  - разработка новых специализированных САПР технологической подготовки производства под условия заказчика; организация и сопровождение выставочных мероприятий в Белоруссии и странах СНГ.

## Руководители
Отдел станкостроительной промышленности Министерства промышленности Республики Беларусь курирует Первый заместитель Министра.